# 霍達昭
霍達昭（Fok Tat Chiu, Philip Fok。1948-），香港默劇家、畫家、兒童美術導師。
霍達昭於1969-1973年，隨徐榕生，黃祥習西洋畫。
1970年隨呂壽琨習現代水墨畫。
1981年加入研畫會。
1985年與王純杰等創辦生命觸角畫會。
霍達昭也是香港最早發展默劇藝術的表演藝術家之一，早於80年代已在港演出及開班授徒。
1982年首次於香港藝術中心小劇場公開演出自學的默劇作品。
1984年參與香港藝穗節。
1985年獲得英國文化協會助學金資助，前赴倫敦Desmond Jones School of Mime 進修默劇。返港後於中文大學校外課程及香港藝術中心教授默劇課程。
1986年演出長篇默劇《言寓香江》，及《天地玄黃》，Desmond Jones導演，英國文化協會贊助。
1987年與藝穗會合作成立藝穗默劇實驗室，推動香港默劇。
1987年演出默劇與芭蕾舞結合《浮生六記》，合演者芭蕾舞蹈家陳令智，澳洲舞劇家Kai Tai Chan導演。
1989年取得亞洲文化協會獎學金，於紐約及三藩市作現代劇場交流和研習，並參與紐約四海劇社《灰蘭記》話劇演出。
1992年以《默劇藝術家》移民澳洲。
1993年參與澳洲悉尼多元文化電台中文節目播音及行政工作。
1993年於悉尼成立兒童美術創意工作室。
1994年加入悉尼澳洲中文電台播音。
1995年加入雪梨話劇社，演出話劇《雙宿雙妻》，《我愛耍花槍》。
2007年回香港參與藝穗默劇實驗室20週年演出《愚公移山》。

曾教之學生包括詹瑞文、黃國忠，另一班學生則創立了默寄默劇團。